# Olonkinbyen
Olonkinbyen és un assentament situat a l'illa àrtica de Jan Mayen, al comtat de Nordland, Noruega. És, de facto, la capital de l'illa de Jan Mayen. La seva població és de 22 habitants (2015). El nom de l'assentament és en honor de l'explorador Gennady Olonkin. Olonkinbyen allotja al personal que opera a l'estació de navegació LORAN-C i a l'estació meteorològica de l'illa.

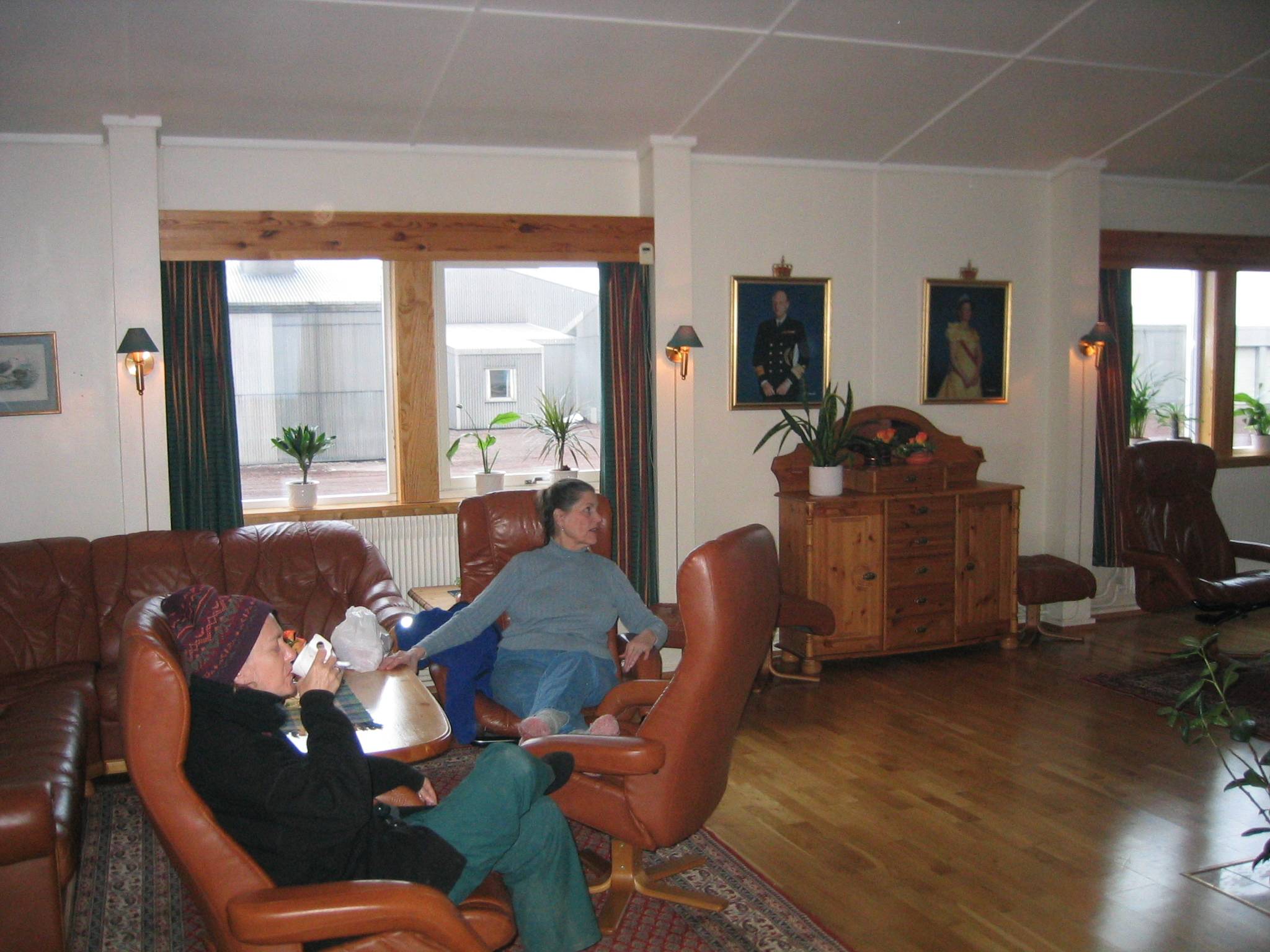
Sala d'estar de l'assentament.

Olonkinbyen està situat a la costa sud-est de l'illa de Jan Mayen, concretament al sud-est d'aquesta. Es troba a 20 quilòmetres del punt més occidental de l'illa, a 25 km del nord-est del Sørkapp (el punt més meridional) i a 5 km al nord-est del Rudolftoppen (el punt més alt del sud de l'illa).
La població de l'illa pertany a les forces armades de Noruega i a l'Institut Meteorològic de Noruega. Hi ha una estació de ràdio amb els sistema de navegació marítima LORAN (Long Range Navigation Aid) i una estació meteorològica fundada el 1921. Les dues estacions estan a pocs quilòmetres de l'assentament. Les estacions tenen el seu propi sistema d'energia (generadors) i els subministraments es fan per via aèria. L'assentament es va obrir el 1962 en connexió amb l'obertura de l'estació de ràdio Loran-C.
L'estació té la seva pròpia font d'alimentació, mentre que l'oferta restant és a través de la pista d'aterratge de l'aeroport de Jan Mayen (codi OACI: "Enja"), que és aproximadament a 5 km al nord-est de l'estació.
| Paràmetres climàtics mitjans de Olonkinbyen | Paràmetres climàtics mitjans de Olonkinbyen | Paràmetres climàtics mitjans de Olonkinbyen | Paràmetres climàtics mitjans de Olonkinbyen | Paràmetres climàtics mitjans de Olonkinbyen | Paràmetres climàtics mitjans de Olonkinbyen | Paràmetres climàtics mitjans de Olonkinbyen | Paràmetres climàtics mitjans de Olonkinbyen | Paràmetres climàtics mitjans de Olonkinbyen | Paràmetres climàtics mitjans de Olonkinbyen | Paràmetres climàtics mitjans de Olonkinbyen | Paràmetres climàtics mitjans de Olonkinbyen | Paràmetres climàtics mitjans de Olonkinbyen | Paràmetres climàtics mitjans de Olonkinbyen |
| Mes                                         | Gen.                                        | Feb.                                        | Mar.                                        | Abr.                                        | Mai.                                        | Jun.                                        | Jul.                                        | Ago.                                        | Set.                                        | Oct.                                        | Nov.                                        | Des.                                        | Anual                                       |
| ------------------------------------------- | ------------------------------------------- | ------------------------------------------- | ------------------------------------------- | ------------------------------------------- | ------------------------------------------- | ------------------------------------------- | ------------------------------------------- | ------------------------------------------- | ------------------------------------------- | ------------------------------------------- | ------------------------------------------- | ------------------------------------------- | ------------------------------------------- |
| Temperatura diària màxima °C (°F)           | −5 (23)                                     | −5 (23)                                     | −5 (23)                                     | −3 (26,6)                                   | 0 (32)                                      | 3 (37,4)                                    | 5 (41)                                      | 5 (41)                                      | 3 (37,4)                                    | 1 (33,8)                                    | −2 (28,4)                                   | −4 (24,8)                                   | −0,6 (30,9)                                 |
| Temperatura diària mínima °C (°F)           | −10 (14)                                    | −11 (12,2)                                  | −11 (12,2)                                  | −9 (15,8)                                   | −5 (23)                                     | −2 (28,4)                                   | 0 (32)                                      | 1 (33,8)                                    | −1 (30,2)                                   | −4 (24,8)                                   | −7 (19,4)                                   | −9 (15,8)                                   | −5,7 (21,7)                                 |
| Precipitació total mm (polzades)            | 8 (0,3)                                     | 5 (0,2)                                     | 8 (0,3)                                     | 5 (0,2)                                     | 5 (0,2)                                     | 5 (0,2)                                     | 5 (0,2)                                     | 8 (0,3)                                     | 8 (0,3)                                     | 10 (0,4)                                    | 8 (0,3)                                     | 8 (0,3)                                     | 83 (3,3)                                    |
| Font: 26 setembre 2016                      |                                             |                                             |                                             |                                             |                                             |                                             |                                             |                                             |                                             |                                             |                                             |                                             |                                             |